# Gerlachovský štít
Gerlachovský štít (tysk Gerlsdorfer Spitze) er det højeste bjerg i Tatrabjergene, en del af Karpaterne. Med en højde på 2.655 meter over havet er det også det højeste punkt i Slovakiet.